# Скитача
Скитача (хрв. Skitača, итал. Schitazza) је насељено место у општини Раша, Истарска жупанија, Хрватска.

## Историја
До територијалне реорганизације у Хрватској била је у саставу старе општине Лабин.

## Становништво
У попису становништва из 2011. године, Скитача је имала 3 становника.
| Број становника према пописима | Број становника према пописима | Број становника према пописима | Број становника према пописима | Број становника према пописима | Број становника према пописима | Број становника према пописима | Број становника према пописима | Број становника према пописима | Број становника према пописима | Број становника према пописима | Број становника према пописима | Број становника према пописима | Број становника према пописима | Број становника према пописима | Број становника према пописима |
| ------------------------------ | ------------------------------ | ------------------------------ | ------------------------------ | ------------------------------ | ------------------------------ | ------------------------------ | ------------------------------ | ------------------------------ | ------------------------------ | ------------------------------ | ------------------------------ | ------------------------------ | ------------------------------ | ------------------------------ | ------------------------------ |
| 1857                           | 1869                           | 1880                           | 1890                           | 1900                           | 1910                           | 1921                           | 1931                           | 1948                           | 1953                           | 1961                           | 1971                           | 1981                           | 1991                           | 2001                           | 2011                           |
| 541                            | 576                            | 171                            | 159                            | 174                            | 186                            | 1.080                          | 1.136                          | 161                            | 158                            | 102                            | 56                             | 27                             | 23                             | 11                             | 3                              |

Напомена: Године 1900. и 1931. исказивано под именом Света Луција на Скитачи, а 1921. године под именом Света Луција. Године 1857, 1869, 1921. и 1931. садржи податке за насеља Бровиње, Црни, Дрење, Коромачно, Равни и Скваранска. Садржи податке за некадашње насеље Церовица које је 1857. и 1869. исказивано као насеље.